# Metropol (együttes)
A Metropol (vagy Metropol Group) egy erdélyi magyar rockegyüttes, mely 1968-ban alakult Nagyváradon. Virányi Attila 1979-ben megpróbálkozott több külföldi turné megszervezésével, de a romániai koncertiroda nem adott engedélyt a fellépésekre, így csak hangszereik érkeztek meg a drezdai fesztiválra. 
1996-ban az 1994-ben elhunyt Ráduly Béla emlékére rendeztek emlékkoncertet a váradi teátrumban. Azóta jubileumi alkalmakra többször összeálltak, legutóbb az 55 éves jubileum alkalmából 2023-ban, de ezeken kívül is ad évente néhány koncertet az együttes. 
2018-20 között újabb tagok csatlakoztak az égi Metropolhoz: 2018 novemberében Mátza Gyula szövegíró, 2019 januárjában Trifán László hunyt el, míg 2020 decemberében Mátza Gyula testvére, Mátza Ferenc, a zenekar alapító hangtechnikusa hunyt el.

## Tagok
Az 50 éves jubileumi koncert felállása:
- Orbán András – gitár, ének (1973- 1987, 1994-)
- Virányi Attila – basszusgitár, mellotron, ének (1968-1981, 1994-)
- id. Szász Ferenc – gitár, ének (1992-)
- Dobos József – ének, akusztikus gitár (1994-)
- Trendler József – dob (1994-)

Vendégek:
- Nagy Gábor " Bigus" – basszusgitár, ének
- Trifán László – gitár, ének (1979-1981, 1995, 2004, 2008, 2015-2018) †

Korábbi tagok:
- Ráduly Béla – ütősök, ének (1968-1994) †
- Elekes Csaba – gitár (1968-1973) †
- Fogarasi-Iordănescu Ildikó – basszusgitár. ének (1981-1994)
- Alexandru Bica – gitár (1981)
- Marius "Bubu" Luca – gitár (1981)
- Stier Zoltán – gitár (1981-87)
- A.G. Weinberger – gitár (1986)
- Vajda Tibor – ének (1968-1973)
- Tomory Pál – dob (1968)
- Sergiu Cornea – dob (1968)
- Kreisz György – basszusgitár (1992)

## Lemezeik
- Metropol (wd) (Electrecord, 1974)
- Égig érhetne az ének (Sunetul în zbor) (Electrecord, 1978)
- Vouă (Electrecord, 1979)
- Metropol 3 (Electrecord, 1981)
- Din nou împreună (Electrecord, 1986)
- Égig érhetne az ének (1992)
- In Memoriam Ráduly Béla (1995)
- A Metropol sztori – Egy tegnapi rockbanda a Holnap városából (2003, válogatás)
- The Black Box (2015)
- Permanent Standby (2018) (koncert)
- Metropol Group: Fél évszázad Erdély rockszínpadain (2019, DVD)
- 55 Years Of Rock (Moiras Records, 2023)